# Personnel de chambre
Le personnel de chambre d'un hôtel est la personne chargée de nettoyer et de ranger les chambres d'hôtel après l'utilisation du client, mais aussi de nettoyer les parties communes des étages.
Le personnel de chambre est garant de la bonne image de l'établissement dans lequel il travaille. Dans de plus petits établissements, il n'est pas rare qu'il s'occupe également du lavage et du repassage du linge de lit et de toilette, ainsi que de la mise en place du petit-déjeuner.